# Rivière des Huit Chutes
Rivière des Huit Chutes är ett vattendrag i Kanada.   Det ligger i provinsen Québec, i den östra delen av landet, 500 km nordost om huvudstaden Ottawa. Rivière des Huit Chutes ligger vid sjön Lac de l'Affût.
I omgivningarna runt Rivière des Huit Chutes växer i huvudsak blandskog. Trakten runt Rivière des Huit Chutes är nära nog obefolkad, med mindre än två invånare per kvadratkilometer.